# Tobias Wulf
Tobias Wulf (* 1956 in Frankfurt am Main) ist ein deutscher Architekt und ehemaliger Professor an der Hochschule für Technik Stuttgart in den Fachgebieten Baukonstruktion und Entwerfen.

## Leben
Tobias Wulf ist in Frankfurt am Main geboren und in Neuss am Rhein aufgewachsen. 1974 machte er hier am humanistisch-altsprachlichen Quirinus-Gymnasium sein Abitur. Von 1974 bis 1981 studierte er Architektur an der Universität Stuttgart und diplomierte dort 1981 bei Hans Kammerer. 1981–82 war er im Büro Faller + Schröder in Stuttgart und München beschäftigt. In den Jahren 1982–86 war er als Projektleiter bei Auer + Weber in Stuttgart tätig. Es folgte eine Mitarbeit bei Joachim Schürmann und eine freie Mitarbeit bei Gottfried Böhm in Köln. Ende 1987 gründete Tobias Wulf sein eigenes Büro in Stuttgart. Neben der Bürotätigkeit hatte er von 1987 bis 1991 einen Lehrauftrag für Entwerfen an der Universität Stuttgart. Von 1991 bis 2022 war er Professor für Entwerfen und Baukonstruktion an der Hochschule für Technik Stuttgart.
Tobias Wulf ist Gründer des Architekturbüros Wulf Architekten GmbH in Stuttgart, das er seit 2015 mit Jan-Michael Kallfaß, Ingmar Menzer und Steffen Vogt führt; zwischen 1996 und 2018 waren auch Kai Bierich und Alexander Vohl geschäftsführende Gesellschafter.
Einer der Schwerpunkte der Arbeit von Tobias Wulf sind Bildungsbauten. Dazu stellt er fest: „Bildung ist die Grundlage dafür, auf welchem Niveau wir zukünftig Gesellschaft leben und kulturelle Werte schaffen.“ Bedeutende bauliche Umsetzungen aus diesem Bereich sind das Schulzentrum Nord in Stuttgart (2015), die Evangelische Grundschule in Karlsruhe (2013), das Schulzentrum Dialog in Köln (2015) und die Hessenwaldschule in Weiterstadt (2016). 2017 wurden von Wulf Architekten 4 Grundschulen in modularer Bauweise in München realisiert. Trotz der seriellen, ökonomisch bestimmten Bauweise sollte hier der Raum einen besonderen Stellenwert erhalten: „Wir sind der Meinung, dass es einen einprägsamen, starken Raum braucht, in dem man lernt, denn Lernen bedeutet heute ganztägigen Aufenthalt, also Heimat in der Schule.“

## Mitgliedschaften
Tobias Wulf ist Mitglied der Architektenkammer Baden-Württemberg, des Bundes Deutscher Architekten (BDA), des aed (Verein zur Förderung von Architektur, Engineering und Design in Stuttgart e.V.), der DGNB Deutschen Gesellschaft für Nachhaltiges Bauen (DGNB) und der Bundesstiftung Baukultur.

## Jurytätigkeiten
Seit 1988 ist er regelmäßig als Preisrichter für öffentliche und private Bauvorhaben tätig und war von 2014 bis 2018 im Gestaltungsbeirat der Stadt Freiburg im Breisgau. Seit 2018 ist Tobias Wulf Mitglied des Gestaltungsbeirats der Stadt Regensburg.

## Bauten
Siehe Wulf Architekten

## Publikationen
- Tobias Wulf: "Forschungs- und Lehrgebäude der Universität Mannheim", in: Hochschulbauten, Ernst & Sohn Special 12/2018, Berlin: Verlag Ernst & Sohn 2018, S. 33
- Tobias Wulf: "Neu interpretiert für den Schulbau", in: Schulbau, Heft 01/2018, Hamburg: Cubus Medien Verlag, S. 14
- Tobias Wulf: "Für die Bildung bauen", in: DBZ – Deutsche Bauzeitschrift, Heft 11/2017, S. 26
- wulf architekten: Rhythmus und Melodie, Mit einer Einführung von Hubertus Adam, Sulgen (CH): niggli Verlag 2014, ISBN 978-3-7212-0900-6
- Wulf & Partner: Wulf & Partner selected works 2003–2010, Wiesbaden: Nelte Verlag 2010, ISBN 3-932509-53-6
- Falk Jaeger: Wulf & Partner – Monografie, Berlin: Jovis Verlag 2007, ISBN 978-3-939633-55-6
- Falk Jaeger: Unter schwingenden Dächern, Die Neue Messe Stuttgart, Ludwigsburg: avedition Verlag 2007, ISBN 978-3-89986-091-7
- Wulf & Partner: Adidas Factory Outlet – Architektur und Design, Ludwigsburg: avedition Verlag 2005; ISBN 3-89986-041-1
- Wulf & Partner: inbewegung, Ausstellungskatalog, Berlin: Aedes Verlag 2004, ISBN 3-937093-38-9